# Дорожні знаки Латвії
Дорожні знаки Латвії забезпечують безпечний рух транспортних засобів, а також інформують учасників дорожнього руху. Дорожні знаки в Латвії визначаються Правилами дорожнього руху, вони повинні відповідати стандарту LVS 77-1:2016 «Дорожні знаки. Частина 1: Дорожні знаки», LVS 77-2:2016 «Дорожні знаки. Частина 2: Правила встановлення» та LVS 77-3:2016 «Знаки дорожні. Частина 3: Технічні вимоги». Латвія приєдналася до Віденської конвенції про дорожній рух і Віденської конвенції про дорожні знаки та сигнали, які стандартизують дорожні знаки. Латвійські дорожні знаки використовують шрифт DIN 1451.
Оскільки Латвія була частиною Радянського Союзу, Латвія раніше використовувала радянський стандарт дорожніх знаків до прийняття власного стандарту дорожніх знаків. Після проголошення незалежності Латвії від Радянського Союзу та подальшого розпаду Радянського Союзу у 1991 році виникла необхідність створити власний стандарт для дорожніх знаків у Латвії. На відміну від більшості пострадянських держав, сучасні дорожні знаки в Латвії відрізняються від тих, що використовуються в сусідніх Росії, Україні, Білорусі, Литві.

## Дорожні знаки

### Попереджувальні знаки
| Номер | Зображення | Назва                                          |
| ----- | ---------- | ---------------------------------------------- |
| 101   |            | Перехрещення рівнозначних доріг                |
| 102   |            | Круговий рух                                   |
| 103   |            | Небезпечний поворот направо                    |
| 104   |            | Небезпечний поворот наліво                     |
| 105   |            | Декілька поворотів із першим поворотом направо |
| 106   |            | Декілька поворотів із першим поворотом наліво  |
| 107   |            | Звуження дороги з обох сторін                  |
| 108   |            | Звуження дороги з правої сторони               |
| 109   |            | Звуження дороги з лівої сторони                |
| 110   |            | Крутий спуск                                   |
| 111   |            | Крутий підйом                                  |
| 112   |            | Нерівна дорога                                 |
| 113   |            | Пагорб                                         |
| 114   |            | Зміна покриття                                 |
| 115   |            | Слизька дорога                                 |
| 116   |            | Викидання кам'яних матеріалів                  |
| 117   |            | Падіння каміння                                |
| 118   |            | Дорожні роботи                                 |
| 119   |            | Небезпечна облагодина                          |
| 120   |            | Пішохідний перехід                             |
| 121   |            | Діти                                           |
| 122   |            | Двосторонній рух                               |
| 123   |            | Світлофорне регулювання                        |
| 124   |            | Перегін худоби                                 |
| 125   |            | Дикі тварини                                   |
| 126   |            | Розвідний міст                                 |
| 127   |            | Виїзд на набережну або берег                   |
| 128   |            | Сильний вітер                                  |
| 129   |            | Низьколітаючий літак                           |
| 130   |            | Виїзд велосипедистів                           |
| 131   |            | Перехрещення з трамвайною колією               |
| 132   |            | Залізничний переїзд зі шлагбаумом              |
| 133   |            | Залізничний переїзд без шлагбаума              |
| 134   |            | Одноколійна залізниця                          |
| 135   |            | Багатоколійна залізниця                        |
| 136   |            | Наближення до залізничного переїзду            |
| 137   |            | Наближення до залізничного переїзду            |
| 138   |            | Наближення до залізничного переїзду            |
| 139   |            | Наближення до залізничного переїзду            |
| 140   |            | Наближення до залізничного переїзду            |
| 141   |            | Наближення до залізничного переїзду            |
| 142   |            | Інша небезпека                                 |
| 143   |            | Затори в дорожньому русі                       |

### Знаки переваги
| Номер | Зображення | Назва                              |
| ----- | ---------- | ---------------------------------- |
| 201   |            | Головна дорога                     |
| 202   |            | Кінець головної дороги             |
| 203   |            | Перехрещення з другорядною дорогою |
| 204   |            | Прилягання другорядної дороги      |
| 205   |            | Прилягання другорядної дороги      |
| 206   |            | Поступитися дорогою                |
| 207   |            | Проїзд без зупинки заборонено      |
| 208   |            | Перевага зустрічного руху          |
| 209   |            | Перевага перед зустрічним рухом    |

### Заборонні знаки
| Номер | Зображення | Назва                                                                        |
| ----- | ---------- | ---------------------------------------------------------------------------- |
| 301   |            | В'їзд заборонено                                                             |
| 302   |            | Рух заборонено                                                               |
| 303   |            | Рух механічних транспортних засобів заборонено                               |
| 304   |            | Рух мотоциклів заборонено                                                    |
| 305   |            | Рух на велосипедах заборонено                                                |
| 306   |            | Рух вантажних автомобілів заборонено                                         |
| 307   |            | Рух із причепом заборонено                                                   |
| 308   |            | Рух тракторів заборонено                                                     |
| 309   |            | Рух пішоходів заборонено                                                     |
| 310   |            | Рух транспортних засобів, ширина яких перевищує …м, заборонено               |
| 311   |            | Рух транспортних засобів, висота яких перевищує …м, заборонено               |
| 312   |            | Рух транспортних засобів, маса яких перевищує …т, заборонено                 |
| 313   |            | Рух транспортних засобів, навантаження на вісь яких перевищує …т, заборонено |
| 314   |            | Рух транспортних засобів, довжина яких перевищує …м, заборонено              |
| 315   |            | Поворот направо заборонено                                                   |
| 316   |            | Поворот наліво заборонено                                                    |
| 317   |            | Розворот заборонено                                                          |
| 318   |            | Рух транспортних засобів без дотримання дистанції …м заборонено              |
| 319   |            | Обгін заборонено                                                             |
| 320   |            | Кінець заборони обгону                                                       |
| 321   |            | Обгін вантажним автомобілям заборонено                                       |
| 322   |            | Кінець заборони обгону вантажним автомобілям                                 |
| 323   |            | Обмеження максимальної швидкості                                             |
| 324   |            | Кінець обмеження максимальної швидкості                                      |
| 325   |            | Подачу звукового сигналу заборонено                                          |
| 326   |            | Зупинку заборонено                                                           |
| 327   |            | Стоянку заборонено                                                           |
| 328   |            | Стоянку заборонено в непарні числа місяця                                    |
| 329   |            | Стоянку заборонено в парні числа місяця                                      |
| 330   |            | Кінець усіх заборон і обмежень                                               |
| 331   |            | Митниця                                                                      |
| 332   |            | Поліція                                                                      |
| 333   |            | Небезпека                                                                    |
| 334   |            | Заборонено керувати транспортними засобами з небезпечними вантажами          |

### Наказові знаки
| Номер | Зображення | Назва                                                                      |
| ----- | ---------- | -------------------------------------------------------------------------- |
| 401   |            | Їхати прямо                                                                |
| 402   |            | Їхати направо                                                              |
| 403   |            | Їхати наліво                                                               |
| 404   |            | Їхати прямо або направо                                                    |
| 405   |            | Їхати прямо або наліво                                                     |
| 406   |            | Рух направо або наліво                                                     |
| 407   |            | Рух направо                                                                |
| 408   |            | Рух наліво                                                                 |
| 409   |            | Круговий рух                                                               |
| 410   |            | Об'їзд перешкоди з правої сторони                                          |
| 411   |            | Об'їзд перешкоди з лівої сторони                                           |
| 412   |            | Об'їзд перешкоди з правої або лівої сторони                                |
| 413   |            | Велосипедна доріжка                                                        |
| 414   |            | Кінець велодоріжки                                                         |
| 415   |            | Пішохідна дорога                                                           |
| 416   |            | Кінець пішохідної доріжки                                                  |
| 417   |            | Спільна пішохідна та велосипедна доріжка                                   |
| 418   |            | Кінець спільної пішохідної та велосипедної доріжки                         |
| 419   |            | Пішохідна та велосипедна доріжка                                           |
| 420   |            | Кінець пішохідної та велосипедної доріжки                                  |
| 421   |            | Пішохідна та велосипедна доріжка                                           |
| 422   |            | Кінець пішохідної та велосипедної доріжки                                  |
| 423   |            | Обмеження мінімальної швидкості                                            |
| 424   |            | Кінець обмеження мінімальної швидкості                                     |
| 425   |            | Напрямок руху транспортних засобів із небезпечними вантажами (рух прямо)   |
| 426   |            | Напрямок руху транспортних засобів із небезпечними вантажами (рух направо) |
| 427   |            | Напрямок руху транспортних засобів із небезпечними вантажами (рух наліво)  |

### Вказівні знаки
| Номер | Зображення | Назва                                                                        |
| ----- | ---------- | ---------------------------------------------------------------------------- |
| 501   |            | Дорога з одностороннім рухом                                                 |
| 502   |            | Кінець дороги з одностороннім рухом                                          |
| 503   |            | Виїзд на дорогу з одностороннім рухом (направо)                              |
| 504   |            | Виїзд на дорогу з одностороннім рухом (наліво)                               |
| 505   |            | Смуга для руху маршрутних транспортних засобів                               |
| 506   |            | Кінець смуги для руху маршрутних транспортних засобів                        |
| 507   |            | Дорога зі смугою для руху маршрутних транспортних засобів                    |
| 508   |            | Кінець дороги зі смугою для руху маршрутних транспортних засобів             |
| 509   |            | Виїзд на дорогу зі смугою для руху маршрутних транспортних засобів (наліво)  |
| 510   |            | Виїзд на дорогу зі смугою для руху маршрутних транспортних засобів (направо) |
| 511   |            | Мінімальна швидкість руху по смугах                                          |
| 512   |            | Максимальна швидкість руху по смугах                                         |
| 513   |            | Напрямки руху по смугах                                                      |
| 514   |            | Напрямок руху по смузі                                                       |
| 515   |            | Напрямок руху по смузі                                                       |
| 516   |            | Напрямок руху по смузі                                                       |
| 517   |            | Напрямок руху по смузі                                                       |
| 518   |            | Напрямок руху по смузі                                                       |
| 519   |            | Початок поселення                                                            |
| 520   |            | Кінець поселення                                                             |
| 521   |            | Назва міста чи села                                                          |
| 522   |            | Кінець міста чи села                                                         |
| 523   |            | Зона, де стоянку заборонено                                                  |
| 524   |            | Кінець зони, де стоянку заборонено                                           |
| 525   |            | Зона обмеження максимальної швидкості                                        |
| 526   |            | Кінець зони обмеження максимальної швидкості                                 |
| 527   |            | Пішохідна зона                                                               |
| 528   |            | Кінець пішохідної зони                                                       |
| 529   |            | Зона стоянки                                                                 |
| 530   |            | Кінець зони стоянки                                                          |
| 531   |            | Зона рекомендованої швидкості                                                |
| 532   |            | Кінець зони рекомендованої швидкості                                         |
| 533   |            | Житлова зона                                                                 |
| 534   |            | Кінець житлової зони                                                         |
| 535   |            | Пішохідний перехід                                                           |
| 536   |            | Пішохідний перехід                                                           |
| 537   |            | Парковка                                                                     |
| 538   |            | Кінець стоянки                                                               |
| 539   |            | Платна парковка                                                              |
| 540   |            | Кінець платної стоянки                                                       |
| 541   |            | Автобусно-тролейбусна зупинка                                                |
| 542   |            | Трамвайна зупинка                                                            |
| 543   |            | Стоянка для легкових таксі                                                   |
| 544   |            | Тунель                                                                       |
| 545   |            | Кінець тунелю                                                                |
| 546   |            | Місце зупинки                                                                |
| 547   |            | Початок кордону                                                              |
| 548   |            | Кінець кордону                                                               |
| 549   |            | Початок прикордонної смуги                                                   |
| 550   |            | Кінець прикордонної смуги                                                    |
| 551   |            | Пункт пропуску через кордон                                                  |
| 552   |            | Дорога для автомобілів                                                       |
| 553   |            | Кінець дороги для автомобілів                                                |
| 554   |            | Вимушена зупинка                                                             |
| 555   |            | Початок населеного пункту                                                    |
| 556   |            | Кінець населеного пункту                                                     |

### Знаки сервісу
| Номер | Зображення | Назва                                              |
| ----- | ---------- | -------------------------------------------------- |
| 601   |            | Пункт медичної допомоги                            |
| 602   |            | Лікарня                                            |
| 603   |            | Заправка                                           |
| 604   |            | Стоянка для машин                                  |
| 605   |            | Пункт технічного обслуговування                    |
| 606   |            | Автомийка                                          |
| 607   |            | Телефон                                            |
| 608   |            | Ресторан                                           |
| 609   |            | Кафе                                               |
| 610   |            | Готель, мотель або пансіонат                       |
| 611   |            | Центр молодіжного туризму                          |
| 612   |            | Кемпінг                                            |
| 613   |            | Стоянка для караванів                              |
| 614   |            | Кемпінг і паркування трейлерів                     |
| 615   |            | Місце для відпочинку                               |
| 616   |            | Пішохідний маршрут                                 |
| 617   |            | Туалет                                             |
| 618   |            | Басейн                                             |
| 619   |            | Інформація для туристів                            |
| 620   |            | Поліція                                            |
| 621   |            | ДАІ                                                |
| 622   |            | Пошта                                              |
| 623   |            | Радіоканал для надання інформації про дорожній рух |
| 624   |            | Аеропорт (аеродром)                                |
| 625   |            | Автобусна зупинка                                  |
| 626   |            | Залізнична станція                                 |
| 627   |            | Морський пасажирський вокзал                       |
| 628   |            | Паром                                              |
| 629   |            | Вантажний порт                                     |
| 630   |            | Інформаційний блок                                 |
| 631   |            | Значне місце                                       |
| 632   |            | Вогнегасник                                        |
| 633   |            | Телефон екстреної допомоги                         |
| 634   |            | Місце сільського туризму                           |

### Покажчики поворотів та інформаційні знаки
| Номер | Зображення | Назва                                             |
| ----- | ---------- | ------------------------------------------------- |
| 701   |            | Попередній покажчик напрямків                     |
| 701   |            | Попередній покажчик напрямків                     |
| 701   |            | Попередній покажчик напрямків                     |
| 701   |            | Попередній покажчик напрямків                     |
| 702   |            | Покажчик напрямку                                 |
| 703   |            | Покажчик напрямку                                 |
| 704   |            | Покажчик напрямку                                 |
| 704   |            | Покажчик напрямку                                 |
| 705   |            | Покажчик напрямку                                 |
| 706   |            | Покажчик напрямку                                 |
| 706   |            | Покажчик напрямку                                 |
| 707   |            | Покажчик відстаней                                |
| 707   |            | Покажчик відстаней                                |
| 708   |            | Назва водної перешкоди                            |
| 709   |            | Схема руху                                        |
| 710   |            | Напрямок обходу перешкоди                         |
| 711   |            | Тупик (прямо)                                     |
| 712   |            | Тупик (справа)                                    |
| 713   |            | Тупик (зліва)                                     |
| 714   |            | Початок смуги (справа)                            |
| 715   |            | Початок смуги (зліва)                             |
| 716   |            | Кінець смуги (справа)                             |
| 717   |            | Кінець смуги (зліва)                              |
| 718   |            | Напрямки руху по смугах                           |
| 719   |            | Напрямки руху по смугах                           |
| 720   |            | Напрямки руху по смугах                           |
| 721   |            | Прилягання додаткової смуги руху                  |
| 722   |            | Прилягання смуги для розгону транспортних засобів |
| 723   |            | Місце для розвороту                               |
| 724   |            | Покажчик загальних обмежень швидкості в Латвії    |
| 725   |            | Рекомендована швидкість                           |
| 726   |            | Напрямок руху вантажівок (прямо)                  |
| 727   |            | Напрямок руху вантажівок (направо)                |
| 728   |            | Напрямок руху вантажівок (наліво)                 |
| 729   |            | Підземний чи надземний пішохідний перехід         |
| 730   |            | Схема об'їзду                                     |
| 731   |            | Напрямок об'їзду (прямо)                          |
| 732   |            | Напрямок об'їзду (направо)                        |
| 733   |            | Напрямок об'їзду (наліво)                         |
| 734   |            | Кінець об'їзду                                    |
| 735   |            | Попередній покажчик для зміни порядку             |
| 736   |            | Попередній покажчик для зміни порядку             |
| 737   |            | Попередній покажчик для зміни порядку             |
| 738   |            | Попередній покажчик для зміни порядку             |
| 739   |            | Кілометровий знак                                 |
| 740   |            | Номер маршруту                                    |
| 741   |            | Номер маршруту                                    |
| 742   |            | Номер маршруту                                    |
| 743   |            | Номер маршруту та напрямок руху                   |
| 744   |            | Номер маршруту та напрямок руху                   |
| 745   |            | Номер маршруту та напрямок руху                   |
| 746   |            | Дорога з реверсивним рухом                        |
| 747   |            | Кінець дороги з реверсивним рухом                 |
| 748   |            | Виїзд на дорогу з реверсивним рухом               |
| 749   |            | Назва країни-членки Євросоюзу                     |
| 750   |            | Назва адміністративної території                  |
| 751   |            | Територія туристичних об'єктів                    |
| 752   |            | Аварійний вихід                                   |
| 753   |            | Напрямок аварійного виходу                        |

### Додаткові знаки
| Номер | Зображення | Назва                                            |
| ----- | ---------- | ------------------------------------------------ |
| 801   |            | Відстань до об'єкта                              |
| 802   |            | Відстань до об'єкта                              |
| 803   |            | Відстань до об'єкта                              |
| 804   |            | Відстань до об'єкта                              |
| 805   |            | Відстань до об'єкта                              |
| 806   |            | Відстань до об'єкта                              |
| 807   |            | Відстань до об'єкта                              |
| 808   |            | Відстань до об'єкта                              |
| 809   |            | Зона дії (в зоні дії знаку)                      |
| 810   |            | Зона дії (кінець зони дії деяких знаків)         |
| 811   |            | Напрямок дії (наліво і направо)                  |
| 812   |            | Напрямок дії (наліво)                            |
| 813   |            | Напрямок дії (направо)                           |
| 814   |            | Напрямок дії (наліво)                            |
| 815   |            | Напрямок дії (прямо)                             |
| 816   |            | Напрямок дії (направо)                           |
| 817   |            | Проїздна смуга                                   |
| 818   |            | Тип транспортного засобу (вантажівка)            |
| 819   |            | Тип транспортного засобу (вантажівка з причепом) |
| 820   |            | Тип транспортного засобу (автомобіль)            |
| 821   |            | Тип транспортного засобу (автобус)               |
| 822   |            | Тип транспортного засобу (трактор)               |
| 823   |            | Тип транспортного засобу (мопед)                 |
| 824   |            | Тип транспортного засобу (велосипед)             |
| 825   |            | В будні дні                                      |
| 826   |            | У суботу, неділю та святкові дні                 |
| 827   |            | Час роботи                                       |
| 828   |            | Час роботи в будні дні                           |
| 829   |            | Час роботи у суботу, неділю та святкові дні      |
| 830   |            | Тип стоянки автомобіля                           |
| 831   |            | Тип стоянки автомобіля                           |
| 832   |            | Тип стоянки автомобіля                           |
| 833   |            | Тип стоянки автомобіля                           |
| 834   |            | Тип стоянки автомобіля                           |
| 835   |            | Тип стоянки автомобіля                           |
| 836   |            | Тип стоянки автомобіля                           |
| 837   |            | Тип стоянки автомобіля                           |
| 838   |            | Тип стоянки автомобіля                           |
| 839   |            | Тип стоянки автомобіля                           |
| 840   |            | Час стояння                                      |
| 841   |            | Зона огляду автомобіля                           |
| 842   |            | Повна межа маси                                  |
| 843   |            | Сліпі пішоходи                                   |
| 844   |            | Для людей з обмеженими можливостями              |
| 845   |            | Мокре покриття                                   |
| 846   |            | Слизьке покриття                                 |
| 847   |            | Напрямок головної дороги                         |
| 848   |            | Працює евакуатор                                 |
| 849   |            | Інша додаткова інформація                        |
| 850   |            | Лежачий поліцейський                             |
| 851   |            | Час оплачуваної стоянки                          |
| 852   |            | Стоянка з непрацюючим двигуном                   |
| 853   |            | Контрольний пристрій                             |
| 854   |            | Інформація про велодоріжку                       |
| 855   |            | Інформація про велодоріжку                       |
| 856   |            | Інформація про велодоріжку                       |
| 857   |            | Велосипедний маршрут                             |
| 858   |            | Маршрут EuroVelo                                 |
| 859   |            | Постачання товарів                               |
| 860   |            | Для електрокарів                                 |